# Acid cyanuric
Acid cyanuric hay 1,3,5-triazin-2,4,6-triol là một hợp chất hữu cơ với công thức hóa học C3H3N3O3. Các tên gọi khác là 1,3,5-triazintriol, s-triazintriol, 1,3,5-triazin-2,4,6 (1H,3H,5H)-trion, s-triazintrion, tricarbimide, acid isocyanuric và acid pseudocyanuric. Dẫn xuất triazine này là một chất rắn ổn định ở nhiệt độ phòng.

## Các thuộc tính hóa-lý
Acid cyanuric là một chất không mùi và hút nước, thông thường được sử dụng trong dạng bột kết tinh. Khi bị nung nóng nó phân hủy ở nhiệt độ 320-350 °C và với nhiệt độ cao hơn thì nó tỏa ra hơi độc hại là hỗn hợp của các oxide nitơ và acid cyanic. Hai cấu trúc hóa học chỉ ra trong hộp thông tin mé bên phải là hoán chuyển lẫn nhau.
Phân tử gam: 129,09 g/mol
Số ICSC:  1313
Số CAS: 108-80-5
Vòng trong cấu trúc phân tử của nó có đặc trưng của vòng thơm. Vì đặc trưng vòng thơm này, các nhóm hydroxyl (-OH) trong dạng -triol của phân tử có các đặc trưng của các chất phenol, và nó trở thành có tính acid nhiều hơn so với các hydroxyl trong rượu. Các nhóm hydroxyl bất kỳ của acid cyanuric đều có thể được trung hòa để tạo ra các muối cyanurat.
Acid cyanuric là chất tam phân vòng của acid cyanic.

## Ứng dụng
Acid cyanuric được sử dụng như là hóa chất bổ sung vào nước tại các bể bơi cùng với các chất xử lý chlor bioxide để làm ổn định mức clo bằng cách làm giảm đến mức tối thiểu sự phân hủy do ánh sáng.
Nó có một vài dẫn xuất chlorinat, được sử dụng như là chất khử trùng để diệt các loại tảo hay microbioxide trong nước của các bể bơi cũng như các hệ thống chứa nước lớn trong công nghiệp.